# Handelsgewichtszuschlag
Als Handelsgewichtszuschlag bezeichnet man einen gesetzlich festgelegten Prozentsatz des im Handel üblichen Feuchtigkeitsgehalts textiler Faserstoffe und Garne, der als Basis der Gewichtsbestimmung dient. Der Handelsgewichtszuschlag wird auch als Feuchtigkeitszuschlag bezeichnet.
Handelsgewicht ist das Trockengewicht einer Ware zzgl. des Gewichts durch Einrechnung des zulässigen Feuchtigkeitsgehalts, häufig festgelegt durch Handelsbrauch.
Die Handelsgewichtszuschläge der einzelnen Faserstoffe sind für die Mitgliedstaaten der Europäischen Union in der Verordnung (EU) Nr. 1007/2011 (Textilkennzeichnungsverordnung) festgelegt, die verschiedene ältere DIN-Normen ersetzt hat.  Art. 19 Abs. 3 der Verordnung verweist auf die in Anhang IX vorgesehenen vereinbarten Zuschläge auf die Trockenmasse jeder Faser, die zur Berechnung des Gewichts der in einem Textilerzeugnis enthaltenen Fasern verwendet werden müssen. Bei Wolle und Tierhaaren (gekämmte Fasern) sind es z. B. 18,25 % (Gewichtsprozent zulässiger Feuchtigkeitsgehalt). Ist das Fasermaterial trockener als hier z. B. die 18,25 %, wird die tatsächliche Feuchte mit Hilfe des Konditionierverfahrens bestimmt.
Preisbasis ist zwischen Kaufleuten dann nicht das gemessene Nettogewicht, sondern das berechnete, auf den Handelsgewichtszuschlag hoch gerechnete Konditioniergewicht. Bei Fasermischungen wird deren Handelsgewichtszuschlag anteilig gerechnet.
Zur Durchführung der Verordnung (EU) Nr. 1007/2011 wurde in Deutschland das Textilkennzeichnungsgesetz (TextilKennzG) mit Wirkung zum 24. Februar 2016 an die veränderte europäische Rechtslage zur Textilkennzeichnung angepasst. § 9 Abs. 2 TextilKennzG legt fest, dass die Marktüberwachungsbehörden bei der Bestimmung der Faserzusammensetzung von Textilerzeugnissen die Bestimmungen der Textilkennzeichnungsverordnung und insbesondere deren Anhänge VII, VIII und IX anzuwenden haben.